# 부부상 (관직)
부부상(副副相) 또는 부상보(副相補)는 동아시아 국가의 관직 칭호로, 각 처부의 상(相), 부상(副相)의 다음 지위에 해당된다. 제1부상이 있는 곳에서는 처부 서열 4~5위에 해당된다. 대한민국의 차관보, 차장보에 상응하는 직위이다. 각국의 사정에 따라 부부상과 부상보의 지위는 해당 처부의 선임 실국장과 동급이거나 실국장보다는 한단계 위로 보기도 한다. 일본, 중국, 북조선 등에서 사용한다.

## 같이 보기
- 부상
- 차관보
- 차장보